# Gmina Cieszanów
Die Gmina Cieszanów ist eine Stadt-und-Land-Gemeinde im Powiat Lubaczowski der Woiwodschaft Karpatenvorland in Polen. Ihr Sitz ist die gleichnamige Stadt mit etwa 1950 Einwohnern.

## Geographie
Die Gemeinde liegt im Nord-Osten der Woiwodschaft Karpatenvorland. Die Staatsgrenze Polens zur Ukraine verläuft etwa 15 Kilometer östlich. Zu den Gewässern gehört der Fluss Brusienka.

## Geschichte
Von 1975 bis 1998 gehörte die Gemeinde zur Woiwodschaft Przemyśl.

### Städte- und Gemeindepartnerschaften
- Argenbühl (Deutschland), seit 18. Juli 2005
- Capannoli (Italien)
- Diósd (Ungarn)
- Kaluža (Okres Michalovce, Slowakei)
- Schowkwa (Ukraine)

## Gliederung
Zur Stadt-und-Land-Gemeinde (gmina miejsko-wiejska) gehören neben der Stadt Cieszanów folgende elf Dörfer mit einem Schulzenamt:
Chotylub
Dąbrówka
Dachnów
Folwarki
Gorajec
Kowalówka
Niemstów
Nowe Sioło
Nowy Lubliniec
Stary Lubliniec
Żuków

## Verkehr
Die Woiwodschaftsstraße DW865 verläuft in nord-südlicher Richtung durch Hauptort und Gemeinde. Diese mündet diese im Norden bei Tomaszów Lubelski in die Europastraße 372. Im Süden führt sie über Oleszyce nach Jarosław zur Europastraße 40. Die Woiwodschaftsstraße DW863 beginnt in Cieszanów und endet nach 65 Kilometern im Westen mit der Einmündung in die Landesstraße DK 77.
Die Bahnstrecke von Bełżec nach Przeworsk führt durch die Stadt.
Der internationale Flughafen Rzeszów-Jasionka liegt etwa 80 Kilometer südwestlich.